# Унифицированный аппарат
Унифицированный аппарат (УНА) — военно-полевой телефонный аппарат, выпускался на радиотелефонном заводе имени Ленина начиная с 1928 года. УНА производились двух типов: УНА-Ф и УНА-И.

## УНА-Ф
УНА-Ф — фонический, в них вызов абонента осуществляется при помощи электрического звукового прибора, так называемого зуммера. Аппарат состоит из:
1. микротелефонной трубки со шнуром;
2. трансформатора;
3. зуммера (в более поздних моделях - зуммер-трансформатора);
4. вызывной кнопки с пружинами;
5. громоотвода;
6. конденсатора;
7. линейных зажимов Л1 и Л2;
8. батареи из двух элементов.

Все эти части, за исключением микротелефонной трубки, монтируются в деревянной рамке, которая вставляется в коробку с закреплённым ремнем, чтобы можно было носить аппарат на плече.
Аппараты УНА-Ф являлись основными в низовом звене связи уровня "взвод-рота". Из-за крайне низкой громкости фонического вызова телефонист при дежурстве у такого телефона был обязан постоянно держать микротелефонную трубку возле уха.

## УНА-И
УНА-И — индукторный, в них вызов абонента осуществляется при помощи звонка. Он состоит из
1. микротелефонной трубки,
2. трансформатора,
3. трёхмагнитного индуктора,
4. поляризованного звонка,
5. громоотвода,
6. кнопки и звонкового шунта,
7. линейных зажимов и двух элементов питания "3в" или "3с".

Все эти части, за исключением микротелефонной трубки, монтируются в деревянной рамке, которая вставляется в коробку с закреплённым ремнем, чтобы можно было носить аппарат на плече.
Аппараты УНА-И использовались для связи в штабах и на уровне батальона и выше.
Телефоны с индукторным вызовом были тяжелее, сложнее и дороже в производстве, чем фонические, но удобнее в эксплуатации - они не требовали от телефониста постоянно держать трубку у уха.